# Erigone hypoarctica
Erigone hypoarctica là một loài nhện trong họ Linyphiidae.
Loài này thuộc chi Erigone. Erigone hypoarctica được Kirill Yuryevich Eskov miêu tả năm 1989.